# Clásica a los Puertos de Guadarrama 2003
La Clásica a los Puertos de Guadarrama 2003, ventiseiesima edizione della corsa, si svolse il 24 agosto 2003 su un percorso di 146 km, con partenza e arrivo a Guadarrama. Fu vinta dal russo Denis Menchov della iBanesto.com davanti agli spagnoli Marcos Serrano e Pedro Arreitunandia.

## Ordine d'arrivo (Top 10)
| Pos. | Corridore                   | Squadra                    | Tempo    |
| ---- | --------------------------- | -------------------------- | -------- |
| 1    | Denis Menchov               | iBanesto.com               | 3h38'17" |
| 2    | Marcos Serrano              | ONCE-Eroski                | s.t.     |
| 3    | Pedro Arreitunandia         | Carvalhelhos-Boavista      | s.t.     |
| 4    | Héctor Guerra               | Colchon Relax-Fuenlabrada  | s.t.     |
| 5    | Antonio Colom               | Colchon Relax-Fuenlabrada  | a 2'42"  |
| 6    | Juan Antonio Flecha         | iBanesto.com               | s.t.     |
| 7    | Iñigo Landaluze Intxaurraga | Euskaltel-Euskadi          | s.t.     |
| 8    | Didac Cuadros               | Paternina-Costa de Almeria | s.t.     |
| 9    | Alberto Contador            | ONCE-Eroski                | s.t.     |
| 10   | José Ángel Gómez Gómez      |                            | s.t.     |